# Conoderus gracilipes
Conoderus gracilipes is een keversoort uit de familie kniptorren (Elateridae). De wetenschappelijke naam van de soort is voor het eerst geldig gepubliceerd in 1922 door Fleutiaux.